# 존 명
존 명(영어: John Ro Myung, 1967년 1월 24일 ~ )은 프로그레시브 메탈 밴드 드림 시어터의 베이시스트이다.

## 생애
존 명은 재미교포 3세로 시카고에서 태어났다. 뉴욕주의 롱 아일랜드의 킹스 파크(Kings Park)에서 성장하였으며 이미 어려서 바이올린을 배웠으며, 15살 때 지방 밴드로부터 전자 베이스 기타를 연주하는 것이 어떠냐는 요청을 받고 베이스 기타를 연주하기 시작한 것으로 알려져 있다. 존 명은 고등학교 졸업 후 고등학교 동창 존 페트루치 (John Petrucci)와 함께 버클리 음대에 입학하였으며, 그곳에서 후에 결성되는 그룹 드림 시어터의 멤버 마이크 포트노이 (Mike Portnoy)와 친교를 맺었다. 이때 이들 셋은 다른 고등학교 친구와 함께 밴드 마제스티를 조직하였으며, 케빈 무어 (Kevin Moore)가 키보드, 노래는 크리스 콜린스 (Chris Collins)가 맡았다. 이들은 나중에 이 밴드의 이름을 드림 시어터라고 변경하였다.
존 명은 드림 시어터에서 주로 활동을 하였지만 다른 여러 프로젝트에도 참여하였다. 그가 참여한 밴드는 Rod Morgenstein, Ty Tabor, 데렉 셰레니언과 함께 만든 밴드 Platypus가 있으며 그리고 The Jelly Jam의 멤버이기도 하다. 존 명에게 영향을 끼친 음악가로는 크리스 스콰이어, 스티브 해리스, 게디 리, 자코 파스토리우스를 손꼽을 수 있으며, 밴드로는 예스, 아이언 메이든, 러쉬, 메탈리카 등을 들 수 있다.
존 명은 여성 헤비 메탈 밴드 Meanstreak의 베이시스트 리사 마튼즈 페이스(영어: Lisa Martens Pace)와 결혼하였다. 그녀가 속한 밴드의 구성원 가운데 또 다른 두 명 역시 드림 시어터 멤버 존 페트루치, 마이크 포트노이와 결혼하였다.
존 명은 독실한 기독교 신자이며 인터뷰에서 이를 밝힌 것으로 알려져 있다.

## 악기
드림 시어터의 결성 초반에는 분홍색 펜더 재즈 베이스를 사용했다. 그리고 드림시어터 중간에 야마하의 시그네쳐 베이스 Yamaha RBXJM2를 쓰다가 뮤직맨 봉고6로 넘어간다